# Harxheim (Zellertal)
Harxheim is een plaats in de Duitse gemeente Zellertal (Pfalz), deelstaat Rijnland-Palts, en telt 860 inwoners.